# Jaspar Isaac
Jaspar Isaac (Anvers, 1585 ? - Paris, 23 mai 1654) est un graveur et un marchand d'estampes français d’origine flamande.
Certaines de ses estampes gravées sur métal ou sur bois, signées parfois Jaspar Isac, représentent des vues de Paris. Il illustra de nombreux ouvrages de son temps et nombre de ses gravures furent reprises par la suite.
Originaire des Flandres comme Melchior Tavernier, il était le beau-frère de Thomas de Leu. Une de ses filles, Marguerite, épousa le graveur rémois Nicolas Regnesson en sa présence en juin 1649.

## Quelques ouvrages illustrés
- Les métamorphoses d'Ovide, Paris, chez la veufve Langelier, 1619
- [gravures sur bois] Le Voyage de Hierusalem et autres lieux de la Terre Ste, Paris, chez Denis Moreau rue St Jacques à la Salamandre, 1621
- Les Quinze livres des elements geometriques d'Euclide, Paris, Denis Moreau, 1622
- Les recherches de la France d'Estienne Pasquier, Paris, chez Pierre Ménard, 1643
- Le College royal de France, Paris, chez Macé Bouillette, 1644